# Justin Dowling
Justin Dowling, född 1 oktober 1990, är en kanadensisk professionell ishockeyforward som är kontrakterad till NHL-organisationen Dallas Stars och spelar för deras primära samarbetspartner Texas Stars i American Hockey League (AHL). Han har tidigare spelat på lägre nivåer för Abbotsford Heat i AHL, Utah Grizzlies och Idaho Steelheads i ECHL och Swift Current Broncos i Western Hockey League (WHL).
Dowling blev aldrig draftad av någon NHL-organisation

## Statistik
| 2004–2005   | Aidrie Xtreme         | AMBHL       | 35  | 26 | 36  | 62  | 6  | 4  | 4 | 7  | 11 | 0 |
|             | UFA Bisons            | AMHL        | 1   | 0  | 0   | 0   | 0  | —  | — | —  | —  | — |
| 2005–2006   | UFA Bisons            | AMHL        | 36  | 6  | 13  | 19  | 14 | —  | — | —  | —  | — |
| 2006–2007   | UFA Bisons            | AMHL        | 36  | 23 | 38  | 61  | 24 | 8  | 5 | 3  | 8  | 2 |
|             | Swift Current Broncos | WHL         | 3   | 0  | 3   | 3   | 0  | 1  | 0 | 0  | 0  | 0 |
| 2007–2008   | Swift Current Broncos | WHL         | 71  | 7  | 21  | 28  | 4  | 12 | 4 | 3  | 7  | 2 |
| 2008–2009   | Swift Current Broncos | WHL         | 71  | 22 | 44  | 66  | 16 | 7  | 2 | 4  | 6  | 0 |
| 2009–2010   | Swift Current Broncos | WHL         | 72  | 32 | 46  | 78  | 19 | 4  | 2 | 2  | 4  | 2 |
| 2010–2011   | Swift Current Broncos | WHL         | 63  | 20 | 47  | 67  | 18 | —  | — | —  | —  | — |
|             | Abbotsford Heat       | AHL         | 8   | 1  | 3   | 4   | 2  | —  | — | —  | —  | — |
| 2011–2012   | Abbotsford Heat       | AHL         | 22  | 1  | 1   | 2   | 6  | —  | — | —  | —  | — |
|             | Utah Grizzlies        | ECHL        | 26  | 6  | 18  | 24  | 6  | 3  | 0 | 0  | 0  | 2 |
| 2012–2013   | Idaho Steelheads      | ECHL        | 34  | 13 | 33  | 46  | 16 | —  | — | —  | —  | — |
|             | Texas Stars           | AHL         | 38  | 16 | 14  | 30  | 4  | 9  | 1 | 3  | 4  | 2 |
| 2013–2014   | Texas Stars           | AHL         | 74  | 12 | 35  | 47  | 8  | 14 | 4 | 10 | 14 | 4 |
| 2014–2015   | Texas Stars           | AHL         | 65  | 24 | 26  | 50  | 22 | 3  | 0 | 0  | 0  | 0 |
| 2015–2016   | Texas Stars           | AHL         | 52  | 11 | 35  | 46  | 10 | 4  | 2 | 1  | 3  | 0 |
| 2016–2017   | Dallas Stars          | NHL         | 1   | 0  | 1   | 1   | 0  | —  | — | —  | —  | — |
|             | Texas Stars           | AHL         | 5   | 2  | 6   | 8   | 0  | —  | — | —  | —  | — |
| NHL totalt  | NHL totalt            | NHL totalt  | 1   | 0  | 1   | 1   | 0  | —  | — | —  | —  | — |
| AHL totalt  | AHL totalt            | AHL totalt  | 264 | 67 | 120 | 187 | 52 | 30 | 7 | 14 | 21 | 6 |
| ECHL totalt | ECHL totalt           | ECHL totalt | 60  | 19 | 51  | 70  | 22 | 3  | 0 | 0  | 0  | 2 |
| WHL totalt  | WHL totalt            | WHL totalt  | 280 | 81 | 161 | 242 | 57 | 24 | 8 | 9  | 17 | 4 |